# 내털리 앤더슨
내털리 앤더슨(Natalie Anderson, 1981년 10월 24일 ~ )은 잉글랜드의 배우, 가수이다.

## 출연 작품
- 프레이트 (2010)